# Bitwa pod Castiglione (1706)
Bitwa pod Castiglione – starcie zbrojne pomiędzy wojskami francuskimi i  cesarskimi wojskami austriackimi, które miało miejsce 9 września 1706 r. na froncie włoskim w trakcie hiszpańskiej wojny sukcesyjnej. 
Po klęsce w bitwie pod Turynem główne siły francuskie wycofały się do kraju w celu ochrony własnego terytorium przed spodziewaną ofensywą sił koalicyjnych.
Część wojsk francuskich dowodzona przez generała Jacques’a Eléonora Rouxela de Grancey w sile 25 batalionów piechoty i 35 szwadronów kawalerii (łącznie 15 tys. żołnierzy) z 30 działami, skierowała się ku Mincio, gdzie jej zadaniem miała być obserwacja ruchów wojsk cesarskich dowodzonych przez księcia Fryderyka Heskiego.
Siły te zajęły tymczasem miasto Castiglione, a następnie obległy miejscowy zamek z francuską załogą. Skierowała prośbę o pomoc do Rouxela, który wkrótce wyruszył z odsieczą. W tej sytuacji Fryderyk Heski wydzielił kilka oddziałów, pozostawiając je dla oblegania zamku, a z resztą wojska podążył w kierunku nadciągających Francuzów. Jego siły składały się z 17 batalionów piechoty, 30 szwadronów jazdy (łącznie 10 tysięcy ludzi) i 24 dział.
Do spotkania obu armii doszło na równinie pomiędzy Guidizzolo i Solferino. W gwałtownym boju przewagę początkowo uzyskały wojska cesarskie. Jednakże atak kawalerii francuskiej na ich flanki odwrócił szalę zwycięstwa na stronę Francuzów. Cesarska kawaleria nie będąc w stanie ich powstrzymać, rzuciła się do ucieczki. W jej ślad poszły wkrótce oddziały piechoty.
Fryderyk Heski stracił w bitwie 4 tys. ludzi oraz wszystkie działa, Francuzi – zaledwie tysiąc żołnierzy. Po klęsce wódz cesarski wycofał się do Werony, gdzie zajął się odtworzeniem swej armii.